# Designated hitter

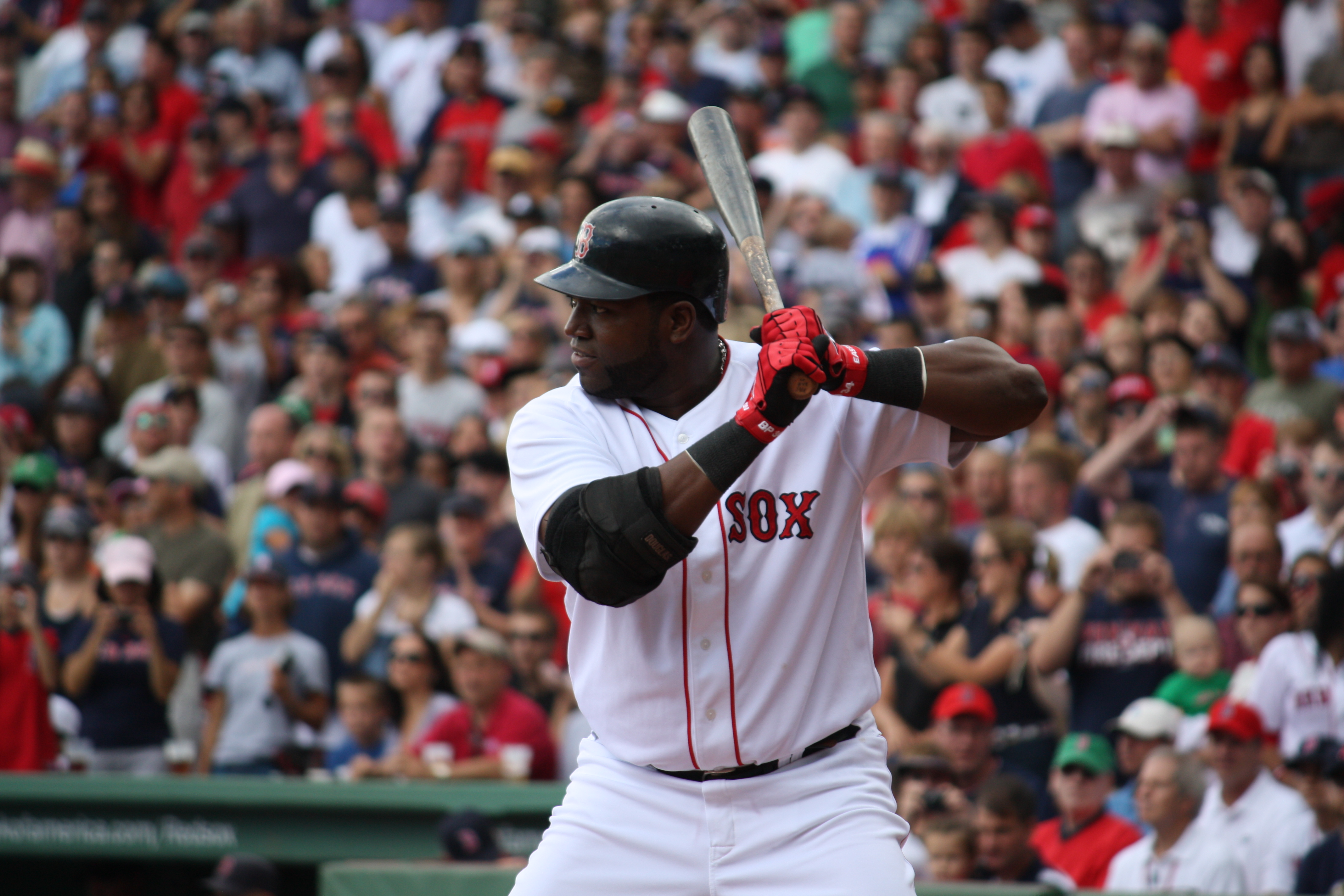
David Ortiz z Boston Red Sox zdobył najwięcej home runów w historii MLB spośród designated hitterów.

Designated hitter (pol. wyznaczony pałkarz, w skrócie DH) – w baseballu jest to zawodnik, który figuruje na liście pałkarzy, jednak nie gra w defensywie. Wyznaczony jest w miejsce miotacza.
Reguła została wprowadzona w celu uatrakcyjnienia zawodów, a także aby nie eksploatować niepotrzebnie miotacza, który zazwyczaj jest najsłabiej odbijającym w drużynie, ale najważniejszym graczem defensywy.

## DH w Major League Baseball
Pierwsze plany wprowadzenia designated hittera w MLB pojawiły się na początku XX wieku. Ostatecznie zaakceptowano je w 1973 roku. Designated hitter wyznaczany jest tylko w American League, zaś w National League pojawia się jedynie gdy zespoły tej ligi rozgrywają wyjazdowe mecze w ramach interleague play.
W corocznym meczu gwiazd (MLB All-Star Game) designated hitter używany jest zawsze, bez względu na to, gdzie odbywają się zawody.
Pierwszym baseballistą, który figurował na liście pałkarzy jako designated hitter, był Ron Blomberg z New York Yankees.

### Zasady dotyczące DH
- Designated hitter odbija za miotacza rozpoczynającego mecz lub za miotaczy go zastępujących, czyli zawsze za zawodnika z tym samym numerem na liście odbijania.
- Musi zająć stanowisko pałkarza i podjąć próbę odbicia przynajmniej raz podczas meczu, chyba że wcześniej przeciwnik dokona zmiany miotacza.
- Dozwolone jest wprowadzenie rezerwowego w miejsce DH (pinch hitter lub pinch runner). W tym przypadku rezerwowy automatycznie staje się DH, a poprzedni DH już nie może wrócić do gry.
- Może grać w defensywie, zastępując innego gracza, ale wówczas miotacz zajmuje miejsce zastąpionego gracza, przejmując obowiązek odbijania i jego miejsce na liście odbijania, kończąc tym samym możliwość korzystania z DH. Gra DH w defensywie nie zmienia jego pozycji na liście odbijania.
- Jeśli aktualny miotacz zamieni się pozycjami z którymś z graczy obrony, jego drużyna traci przywilej korzystania z DH w tym meczu.
- Jeśli pinch hitter zastąpi któregoś z graczy, a następnie zajmie w obronie pozycję miotacza, jego drużyna traci przywilej korzystania z DH w tym meczu.
- Jeśli aktualny miotacz podejmie próbę odbicia za DH (a może to zrobić tylko za niego), oznacza to, że jego drużyna rezygnuje z przywileju korzystania z DH.
- Jeśli aktualny gracz z pola zastępuje miotacza, jego drużyna traci przywilej korzystania z DH.

Z powyższych zasad wynika, że zawodnik spełniający rolę DH oraz zastępujący go ewentualnie gracze mogą grać tylko w ataku i tylko na tej samej pozycji (pod tym samym numerem na liście odbijania). To samo dotyczy formacji obronnej oraz miotacza lub rezerwowych miotaczy, których zastępuje DH – gracze ci przyporządkowani są zawsze do tej samej pozycji. Każda zmiana pozycji przez DH (zagranie w obronie), miotacza (odbijanie, zagranie na pozycji innej niż miotacz) lub niemiotacza (zagranie na pozycji miotacza) powoduje utracenie przywileju korzystania z DH.

## DH w Minor League Baseball
W niższych ligach po raz pierwszy DH pojawił się na liście w 1969 roku jednak początkowo nie było obowiązku wystawiania go do składu. Przykładowo Cincinnati Reds z National League w swoich klubach farmerskich wyznaczał do odbijania miotacza na wszystkich szczeblach NAPBL czy też w meczu jeden zespół wyznaczał na listę pałkarza miotacza, a drugi designated hittera. Pod koniec lat osiemdziesiątych XX wieku wprowadzono jednoznaczne przepisy. Na poziomach Triple-A oraz Double-A designated hitter jest wystawiany wówczas gdy dwa kluby w jednym meczu nie są klubami farmerskimi zespołów z National League.
W Class A, Rookie oraz w Liga Mexicana de Béisbol kluby mają obowiązek wystawić designated hittera w każdym meczu.

## DH w Nippon Professional Baseball
W zawodowym baseballu japońskim designated hitter wyznaczany jest w Pacific League od 1975. W Central League DH pojawia się jedynie podczas wyjazdowych meczów interleague play, który wprowadzono w 2005.